# Pseudostigma accedens
Pseudostigma accedens är en trollsländeart som först beskrevs av Selys 1860.  Pseudostigma accedens ingår i släktet Pseudostigma och familjen Pseudostigmatidae. Inga underarter finns listade i Catalogue of Life.